# スティーヴン・ケンドリック
スティーヴン・ケンドリック（Stephen Kendrick）は、アメリカ合衆国の映画プロデューサー。

## 関与した作品
- 赦しのちから Overcomer (2019) - 製作/脚本
- 祈りのちから War Room (2015) - 製作/脚本
- ファーザーズ - 製作/脚本
- ファイアー･ストーム - 製作/脚本
- フェイシング・ザ・ジャイアント - 製作/脚本